# Consejo Nacional de Mujeres del Paraguay
Asociación Feminista del Paraguay eller Consejo de Mujeres de la República del Paraguay var en förening för kvinnors rättigheter i Paraguay, grundad 1940. 
Föreningens syfte var fungera som en paraplyorganisation vars syfte var att förena insatser för kvinnors rättigheter med mottot "Allt för kvinnor och kvinnors bästa".